# Archiconchoecemma
Archiconchoecemma är ett släkte av kräftdjur. Archiconchoecemma ingår i familjen Halocyprididae.
Kladogram enligt Catalogue of Life:
| Archiconchoecemma | \| \| Archiconchoecemma orientalis \| \| \| \| \| \| Archiconchoecemma simula \| \| \| \| |
|                   | \| \| Archiconchoecemma orientalis \| \| \| \| \| \| Archiconchoecemma simula \| \| \| \| |
|                   | Archiconchoecemma orientalis                                                              |
|                   |                                                                                           |
|                   | Archiconchoecemma simula                                                                  |
|                   |                                                                                           |